# Sorriso Novo
Sorriso Novo é um álbum do cantor e compositor Almir Guineto, de 1985.

## Álbum
Almir Guineto saiu de um jejum de 3 anos sem gravar para lançar esse terceiro LP de sua carreira-solo em 1985. Presentes estão canções e parcerias com Caprí, Beto Sem Braço, Arlindo Cruz e muitos outros. Destaques para os sucessos "Jibóia", "Rendição", "Insensato Destino". Algumas músicas obtiveram sucesso moderado mas são cultuadas pelo público de samba como "O Destino de Maria", "Murmúrio da Cachoeira" e "A Vaca". Almir tocou banjo apenas na faixa Jibóia.

## Músicos participantes
cavaco - Mauro Diniz 

bandolim - José Menezes 

violão - Rafael Rabello 

guitarra - Evaldo Santos 

baixo - Ivan Machado 

banjo - Arlindo Cruz e Almir Guineto 

surdo - Gordinho 

cuíca - Ouvídio 

bateria - Fernando 

ritmo - Luís Fernando (Pirulito), Oswaldo Luís, Robson Serra, Lourival Serra, Chiquinho Originais e Chefe 

percussão geral - Milton Manhães e Bira Hawai 

trombone - Roberto Marques 

coro - Palmira, Georgete, Luci e as garotas do Grupo Vocal As Poucas e Boas: Elianete, Eliete, Eliane e Elizete; Arlindo Cruz, Sombrinha, Dominguinhos do Estácio, Bira Hawai e Chiquinho Originais. 

## Faixas
Lado A
1. "Jibóia" (Bombril)
2. "Rendição" (Almir Guineto / Caprí / Adalto Magalha)
3. "O Destino de Maria" (Guará / Jorginho das Rosas / Reinaldo Villas)
4. "Murmúrio da Cachoeira" (Guará da Empresa / Beto Sem Braço)
5. "Dalida, Cadê Guará?" (Almir Guinéto / Arlindo Cruz)
6. "Vida, Vida" (Almir Guinéto / Luverci Ernesto)

Lado B
1. "Insensato Destino" (Chiquinho / Maurício Lins / Acyr Marques)
2. "A Vaca" (Zeca Pagodinho / Ratinho)
3. "Terezinha" (Jaime Harmonia / Bonsucesso / Jorginho Saberás)
4. "Descendo o Morro" (Gelcy do Cavaco / Almir Guineto / Pedrinho da Flor / Mestre Zeca)
5. "Passe Bem" (Luverci Ernesto / Almir Guineto)
6. "Sorriso Novo" (Almir Guinéto / Capri / Adalto Magalha)

## Ligações Externas
- Sítio Oficial[ligação inativa]